# Tomasz Rosiński
Tomasz Rosiński, né le 24 février 1984 à Ostrów Wielkopolski, est un handballeur polonais évoluant au poste de demi-centre

## Palmarès
- Vainqueur du Championnat de Pologne : 2009, 2010, 2012, 2013, 2014, 2015
- Vainqueur de la Coupe de Pologne : 2006, 2009, 2011, 2012, 2013, 2014, 2015
- Troisième de la Ligue des champions : 2013 et 2015